# Förbundsrådet (Kejsardömet Tyskland)

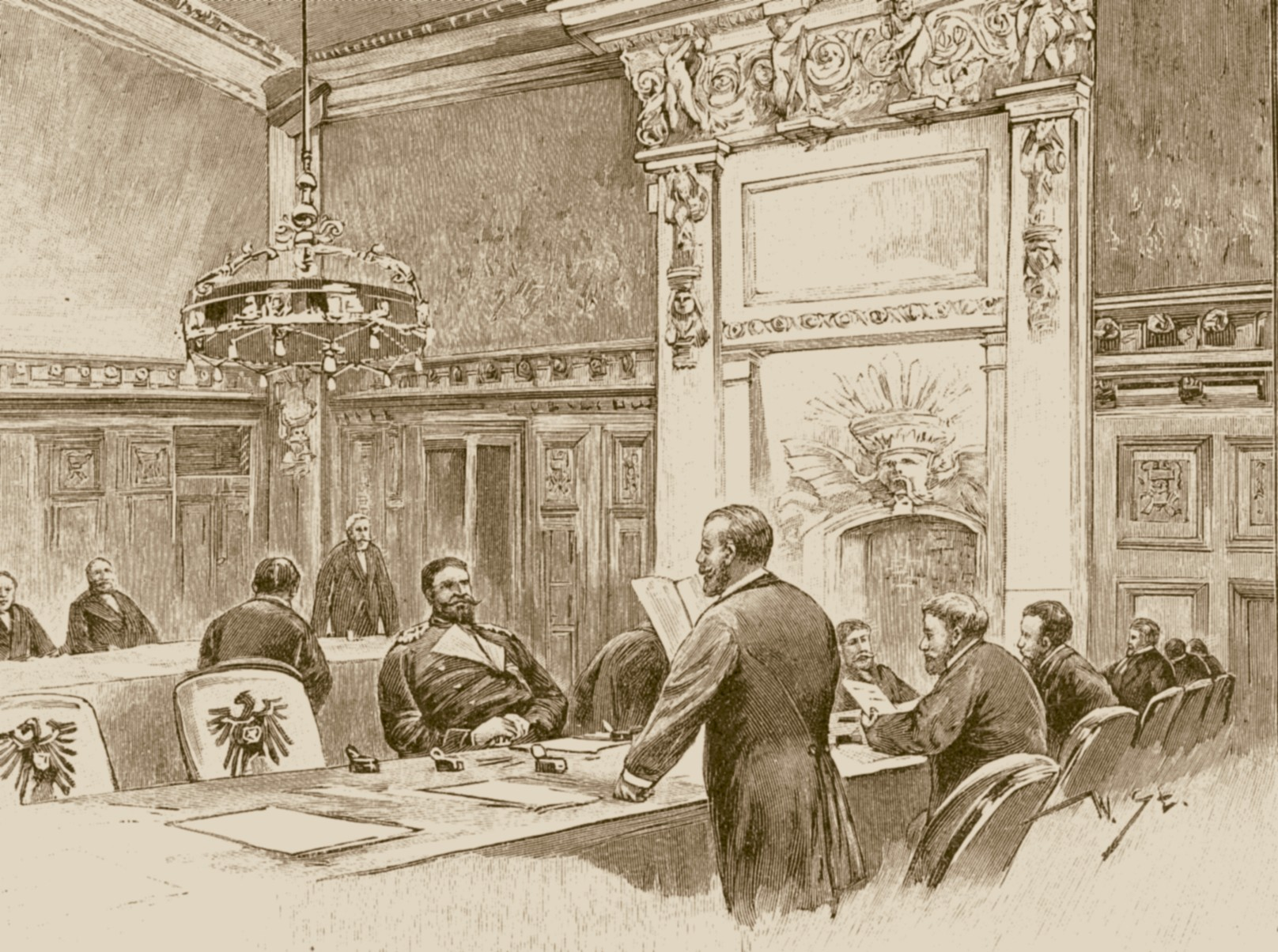
Förbundsrådet i sammanträde år 1894.

Förbundsrådet (tyska: Bundesrat) var en representation för de enskilda staternas regeringar i Kejsardömet Tyskland.

## Sammansättning
Antalet beslutande röster i förbundsrådet var från början 58, av vilka Preussen hade sjutton, Bayern sex, Sachsen och Württemberg vardera fyra, Baden och Hessen vardera tre, Mecklenburg-Schwerin och Braunschweig vardera två samt var och en av de övriga förbundsmedlemmarna en.
Elsass-Lothringen, som inte var medlem av förbundet, utan rikets undersåte, hade i början ingen beslutande röst i förbundsrådet,
men sände två av ståthållaren utnämnda kommissarier, som var rådgivande i frågor rörande rikslandet. Detta ändrades emellertid genom en lag av 31 maj 1911, då Elsass-Lothringen tilldelades 3 röster i förbundsrådet med rätt att med vissa undantag använda dem, som om det vore en förbundsstat. De beslutande rösterna i förbundsrådet ökades härigenom till 61.
Varje stat kunde låta representera sig i rådet av så många personer, som det ägde röster (och detta var det vanliga), men då ombuden röstade enligt instruktion, måste en stats röster avges enstämmigt och kunde lika väl avges av en enda person. Besluten fattades med enkel pluralitet, dock med några undantag, och vid lika röstetal segrade Preussens mening.
Författningen fick inte ändras, om 14 röster satte sig däremot, och Preussen hade jämväl veto i frågor, som rörde armé, flotta, tullar och konsumtionsskatter. Förbundsrådet måste vara samlat minst en gång om året och alltid, när riksdag var samlad. Dessutom skulle det sammanträda, när 20 röster fordrade det.

## Arbetssätt
För frågornas beredning bildade förbundsrådet 12 permanenta utskott: för hären och fästningarna; för sjöväsendet; för tullar och skatter; för handel och samfärdsel; för järnvägar, post och telegraf; för rättsväsendet; för finansärenden; för utrikes ärenden; för Elsass-Lothringen; för författningsfrågor; för dagordningen; för järnvägstariffer.
Utskottet för utrikes ärenden, under Bayerns presidium, var sammansatt av Bayerns, Sachsens och Württembergs fullmäktige och två av förbundsrådet årligen valda fullmäktige för andra förbundsstater.
I vart och ett av de övriga utskotten måste, utom ordförande, 4 förbundsstater vara representerade. I utskottet för hären och fästningarna hade Bayern ständigt säte; de övriga medlemmarna i detsamma ävensom medlemmarna i utskottet för sjöväsendet utnämndes av kejsaren, medan ledamöterna i övriga utskott valdes av förbundsrådet.
Ordföranden i förbundsrådet var den av kejsaren utnämnde rikskanslern (der Reichskanzler), vilken var självskriven såsom ett av Preussens ombud i rådet. Kanslern kunde dock – utan kejsarens samtycke – låta representera sig genom vilken annan medlem av rådet som helst.

## Befogenheter
Förbundsrådets kompetens var mycket vidsträckt. Då det var rikets högsta myndighet, var dess beslut definitiva, varför inte heller kejsaren ägde veto mot dem. Det fattade beslut 1) över förslag till riksdagen och över av denna fattade beslut; 2) över de för rikslagarnas verkställighet erforderliga allmänna författningsföreskrifterna och inrättningarna; 3) över brister vid verkställigheten av rikslagarna; 4) över tvångsåtgärder, när förbundsmedlemmarna inte uppfyllde sina författningsenliga förbundsplikter; 5) över tvister av icke privaträttslig natur mellan olika förbundsstater; 6) över författningsstridigheter i de senare o.s.v. Det medverkade därjämte vid val av vissa ämbetsmän.
Dess samtycke fordrades, när kejsaren ville förklara krig eller med främmande stater ingå fördrag rörande frågor, som enligt författningen hörde till rikslagstiftningen. För sådana fördrags giltighet fordrades dessutom riksdagens bifall.
I lagstiftning ägde det initiativ och veto emot riksdagen. Varje riksdagens beslut i lagfrågor skulle således för att gälla sanktioneras av förbundsrådet, men å andra sidan var även riksdagens samtycke nödvändigt, för att förbundsrådets förslag skulle få laga kraft. Förbundsrådet hade även vidsträckt myndighet rörande rikets finanser, såsom vid finanslagens uppgörande, tull- och skatteuppbörden, låns upptagande och riksskuldens förvaltning, riksbankens ledning m.m.
Varje ledamot av förbundsrådet hade rätt att uppträda i riksdagen och måste på begäran alltid höras för att representera sin regerings åsikter, även när dessa inte antagits av förbundets majoritet. Ingen kunde samtidigt vara medlem av förbundsrådet och riksdagen.

## Källa
Den här artikeln är helt eller delvis baserad på material från Nordisk familjebok, Tyskland, 1904–1926.